# Merimna atrata
Merimna atrata es la única especie de escarabajo del género Merimna, familia Buprestidae. Fue descrita por Saunders en 1868.
Se distribuye por Australia, Indonesia y Papúa Nueva Guinea.